# Пирографија
Пирографија или пирогравура ( из грчког језика у значењу „ватра“ и „писање“) је уметничка техника украшавања дрва или кожа као и других материјала помоћу врелих предмата као што је нпр. жарач где се употребљава највише светло дрво као јавор или липа помоћу специјалних врхова одређених различитим температурама, наклоњеностима под углом и временом контакта где се могу добити разни ефекти и тумачења светлости и сенки.
Пирографија је обљубљена код народа и сматра се да је народна уметност тако је позната и у школама или од стране разних удружења, разних истраживачких центара свако је изводи према својим различитим представама, креативним склоностима у циљу стварања малих или великих уметничких дела. 
Можда сте је већ видели на старинских ормана са украсима од различитих форми који су изверени помоћу пирографије или сте присуствовали неким делима који су изведени овом техником и дали се задивити од стране неког од својих пријатеље или рођака. То може бити и један фасцинирајући хоби или професија који може доносити бајковите резултате. 

## Историја
Пирографија је израз који се употребљава у многим језицима и њего порекло је из грчког језика и значи „писање помоћу ватре“.

Није нарочито забележено време када се ова техника у историји појављује али се бележи да је она врло старог порекла и да је у употреби заједно са најстаријим уметничким техникама. Нажалост немамо примерака старих дела из примене ове технике. 
Ми знамо да се пирографија употребљавала и примењивала на разним материјалима. Присутна је у старом Египту“. у Африци тако и у давним временима у Кини у време династије Хан али ови радови нису сачувани.
Као техника којом су се они украшавали и прве радове који су нам доступни у оригиналима су пирографије у Музеју пирографије где постоје ови примерци који се датирају у 700. године и које су настале у Перуу. “. Поред тога ту можемо наћи и прве пирографске примерке из романске уметности које су настале на путевима пирографије између 100. и 400. године. “.
Утврђено је да је ова уметност стара као и да до данас ништа од њене фасцинације није изгубљено.
После примене металног писача који се појављује у 19. веку и када се уводи у употребу уређај за изведбу пирографских дела какав се отприлике користи данас и који се базира на примени загревања металног писача помоћу бензина или шпиритуса. “. Иако је у та времена сигурно пирографија била скопчана са многим тешкоћама којих нема у данашње време њени резултати су вредни дивљена како на дрвету тако и у украшавању намештаја тако и примени на кожи и другим материјалима а фасцинира и примена боја у многим мајсторским делима.

## Уређаји за пирографију
Као прво за извођење пирографије неопходно је поседовати уређај за пирографију односно пирограф. Углавном рарликујемо две врсте уређаја ја пирографију и то су писаљке за пирографисања и пирографске станице. “.
Писаљке за пирографију раде са променљивим пирографским шиљцима и пирографским печатима и употребљавају се укључивањем у електричне утичница. Температура која се ту остварује је око 250о Ц константна је и не може се мењати и регулисати. Овакови уређаји су погодни и у уптреби су код почетника и код деце после навршеним 10 година али су радо у употреби и од стране напредних корисника скупа са једном станицом за пирографију.
Станице за пирографију су опремљене једним трафоом којим се може регулисати температура са степенима који се налазе између 350о Ц па све до 1.000о* Ц. Директно на трафо је спојен писач за пирографију на којем се налази изменљиви врхови. Овакови уређаји су у употреби од страна искуснијих и од стране професионалаца.
По павилу уређај за пирографију има врхове који су изменљиви. 

## Примењиви материјали као подлоге
За пирогрефију се могу употребљавати разни материјали. Као најприкладнији материјал за пирографију је у употреби дрво. Али се мже употребити и кожа, плута, картон, гума и вештачки материјали који се могу третирати са једним пирографом. Дрво се преко својих различитих врста као и боје , и структуре те чврстоће јако свестрано. Дрво је у сваком домаћинству заступљено на различите начине и то повећава могућност за примену и употребу на великим површинама за пласирање пирографије. Код избора дрвета мора да се изабире светло дрво, фино и без чворова који стварају проблеме као и прстенови дрвета који нису превише погодни и који их не могу тако равномерно третирати.
Као најбоље подлоге за пирографисање доказеле су се: 
- Липово дрво које се може лако палити и једнако добро се изводе и чисте линије.
- Топола, јесте нешто грубља од претходне подлоге али се тако добо не може спаљивати.
- Буково дрво да се лако пирографисати али захтева једно спорије извођење. Линије које се праве су јасне и оштре.
- Јавор је применљив због своје јасне боје и фине структуре и ту се мора рачунати са продужењем времена извођења пирографисања, али су у резултату јако истакнуте линије које су правилне јако јасне и оштре.

Ипак се применљивост за подлоге не свршава дрвом и у употреби је и кожа, плута, папир, фурнир од дрвета којима се може треирати материјали помоћу уређаја за пирографију
Ови материјали захтевају више искуства јер су много осетљивији с тиме да је примена других материјала слична и да подлеже сличним ограничењима.
У употреби је само права кожа и она много мекша од дрва и ту снажнији притисци доводе до дубоког продора у кожу. 
Најбоље јр употрбити говеђу кожу са печатима као наставцима. Пирографија на кожи може да буде јако непријатна у затвореним просторима и мора бити обезбеђена добра циркулација ваздуха у радном простору. После пирографисања коже се може обојити а неопходан је и лак за кожу као завршна обрада која се изводи помоћу једне крпице.
Уколико се пирографише подлога од плуте мора да се пази да материјал буде довољне дебљине. Избегава се примена лакирених плута и пази се да пирографија може да проузрокује непријетне мирисе у затвореним недовољно проветреним радним просторима

## Радни простор
Као радно место употребљава се један добро осветљен сто који ће се покрити са једним материјалом који је отпорен на топлоту.
То може да буде једна стаклена плоча са обрубљеним ивицама или дрвена плоча, можда танка гранитна плоча. Ако је могуће ту може да буде једна утичница. Поред тога ту треба да се налази и: 
- Пробни комадићи из дрвете и других материјала да би се тестирали обрадом променљивим врховима писача за добијање правилне температуре.
- Шмиргл парир зрна 100-120 и где је могуће челична вуна за обраду пре о после пирографисања.
- Маказе и подлоге за одсецање
- Оловка, гума за редирање, шиљило, копирпапир, лепило, један лењир од метала за преношење мотива из радионице.
- Један шрафцигер и једна клешта за промену врхова писача.
- Треба поставити једну површину за одлагање врућег писача (нпр керамичку плочицу)
- Једну месингану четкицу за чишћење обрађених површина и писача.
- По потреби се ту налазе и четкице за уљано сликарство за колорисану обраду пирографије накнадним осликавањем
- По потреби је ту и лак за дрво за заптивање и очување пирографија.

## Припрема подлоге
У зависности од врста материјала мора се изглачати или одстранити лакове који су на подлози.
Генерално се за дрвене подлоге примањује шмирглпапир којим се углачава подлога и одстрањује се неравна површина дрвета. Након тога се са меком оловком исцрта жељени мотив на дрвену подлогу или мустра. Може се слободноручно пренети мотив на подлогу што захтева много умешности и искуства као и вежбе. За преношење мотива на подлогу најједноставније је применити један копир-папир. Са њим остају на подлози линије које се могу накнадно још једанпут извлачити оловком. То је једноставно и уобичајавано тако да се мотив пренесе на дрво а затим поново извуче помоћу меке оловке а као резултат је чист цртеж који се не мора поновно и накнадно коригирати. Након што је мотив пренесен на подлогу одлучујте се како ће се вршити напаљивање линија и површина како и на коју страну ће се оне извлачити и где ће се почети са напаљивањем пирографије. Након тога почиње се са вршењем спаљивања односно са пирографисањем слике.

## Напаљивање
Као што сваки човек има јединствени стил писања тако и свако има јединстени начин којим се служи писачем за пирографисање. Уређај је јако врућ и могуће су озлеђивање и опекотине са њим. Саветује се да се с времена на време паузира у раду и прекида кратким одморима од рада. За пирографију је јако важно да се буде прецизан и тачан у извођењу. Линије које се изведу са пирографом на подлози врло тешко и само изузетно се са успехом могу уклањати.
Након што се уклучи уређај у струју мора се сачекати да се температура подигне и уређај загреје на радну. Колико је тврђе дрво утолико је већа захтевана температура за рад. 
У принципу уколико се спорије покреће писач утолико је тамнија линија. Уколико је линија израженија утолико стрмије се може писач ослонити. Уколико се изводе тачкице ослања се писач вертикално. Равне и дугачке линије се не могу изводити одједанпут. Њих се мора извести у неколико потеза уз задржавање писача под истим углом приликом рада. За тачкање може се употребити и ударање писачем по подлози. Ако се линије сучељавају и граде неки угао исцртавање се почиње увек од места њиховог сучељавања. За извођење сенки и засенчавање површине може се употребити тачкање површине или се јако лаким потезима врши извлачење линија преко одређене површине такође једне уз другу- шрафирањем.
Приликом рада користи се нормални писач. Постоји и тзв. Писач са печатима односно проманљивим врховима који је сачињен уз употребу разних форни у виду разних печата од примена мотива цифара, слова који су неопходни у раду. Печати су по превилу постављени усправно.
Жељено тонирање се може изводити и помоћу финог шмиргл папира ако је то изведено са сувуше јаком температуром. Тај део се мора очистити са једном четком од заостатка пиљевине које би приликом лакирања утицале променом тона изблеђивањем.
Приликом рада са меким дрвом подлога бива склона даљим угљенисањима по дубини тако да линије изгледају неравномерне. У овим случајевима треба да се површине пре рада лако наквасе водом тако да се тиме омогући бољи рад на оваковим материјалима. Добро очувавање променљивих шпицева за пирографију на пирографу је један од услова добро изведене пирографије и они се чисте редовито жичаним четкама а после дужих употреба се замењују.
Понекад се догађа да се мора заменити врх који је још увек у врелом стању и то се најбоље учини користећи клешта. Дешева се да приликом замене писаче шраф не држи довољно и то се може одразити на рад.

## Завршни радови лакирања и колорисања пирографије
Коликогод да је пирографија у свом завршном изгледу интересантна и захвална по својим карактеристикама толико јој се завршни ефекти у изгледу могу дати извођењем лакирања после изведбе па тако и осликавањем и колорисањем њених делова. Приликом употребе боје као завршне обраде море се прилазити са пажњом да се пирографија на оптерети бојом и да боја одговара околини. За најбоље резултате се употреблава слецијална Фабер-Кастелова оловка Ова уљана оловка је у ствари најодговарајућа као начин примене колорисања пирографије. Помоћу боје се оставља подлога провидна уз лаки додир и танко наношење док се дебљим и тврђим притисцима овом бојом површина у потпуности прекрива. За највећу покривеност треба се послужити накнадним наносима што се не може постићи само једним наносом боје. Ове боје се међу собом могу мешати, могу се добијати међутонови и могу се примењивати у слојевима који су прозрачни. Такође су могући акварел ефекти са овим бојама. Могуће су добијање нпр. зеленог тона уз употребу беле оловке што резултује светлозеленим тоном.
Наравно могу се пирографије осликати и помоћу боје и четкице. Ту се најбоље могу применити лазурне боје приликом којих подлога остаје видљива. Применљива је и темпера или са водом се мешајуће боје Више искуства захтевају уљане боје као и лакови. Покривне боје се могу употребљавати само онда када се структура дрвете покрије јаком бојом. Код модног накита ово може да буде јако интересантно.
За наношење се употребљава четкица за сликање.
За очување слике се најбоље употребљава лак за свилу или светли лакови за спољну употребу. Треба бити пажљив приликом лакирања пирографија колорисаних са уљаним оловкама да приликом лакирања могу да боје убрзано нестану или избледе.

## Пирографија на намештају
Можда сте на неком старом тавану нашли неки стари намештај као ормар са пирографијама. Са пирографијом је украшавање намештаја овим техникама једноставно али пре рада се мора припремити овај намештај на одговарајући начин. Како је намештај најчешће третиран разним пајцевима и лакирањем и како је пирографија могућа само на чистом дрвету то се морају ови намази одстранити и дрво на одговарајући начин чистити.
Чишћење се може извршити хемијским путем и при томе се треба придржавати савета произвођача радити у отвореном простору по могућности и у одговарајућим заштитним рукавицама. Наноси се старом четком и после деловања у времену од 10 минуте боја се може стругати шпахтлом.
Ако се нанос састоји од више слојева мора се поступак понављати све док се не добије одговарајући резултат. Мора се пазити да приликом даљих поступака дрво буде сасвим осушено. Вода не шкоди дрву све док се дрво после квашења може добро осушити.
За изблеђивање дрва може се употребити 30% водоник који се набавља у апотекама.
Сва столарија која је намењена за пирографисање мора се репарирати и непостоје никакви препарати као подлоге за пирографисање и све се мора добро обрусити и ишмирглати са шмиргл папиром снаге 80 и после са снагом 120 и све се напокон полира са челичном вуном.
На овај начин намештај је припремљен за пирографисање. Пре приступања пирографисању мора се размислити и одлучити о дизајнирању предлога за пирографију и при томе трба размислити о томе да се након извођења рада линије не могу одстранити Цвеће или орнаменти делују прилично немирно и најбоље је да се пре рада изврши један пројекат као предлог за пирографију.
Један предлог је неопходан да пирографија буде успешна. Овако направљен предлог се пренси на делове намештаја који су одређени за пирографисање. Потребно је пирографисати целокупну пирографију на намештај који ће се даље третирати.